# José Escada
José Jorge da Silva Escada (Lisboa, 1934 — 1980) foi um artista plástico e pintor português.
Com uma breve carreira, interrompida pela morte prematura aos 46 anos, a obra de José Escada foi alvo de uma exposição retrospetiva em 1980 na Sociedade Nacional de Belas Artes, e em 2016 no Museu Caloust Gulbenkian - Coleção Moderna (Centro de Arte Moderna José de Azeredo Perdigão).
A 9 de junho de 1993, foi agraciado, a título póstumo, com o grau de Comendador da Ordem Militar de Sant'Iago da Espada.

## Biografia / Obra

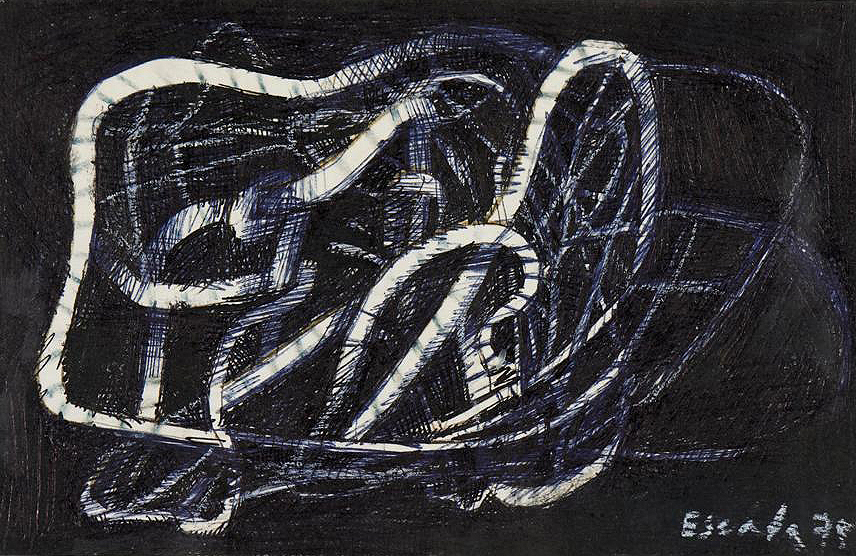
São Jerónimo, 1978

Aluno da Escola António Arroio, frequenta, seguidamente, o curso de pintura da Escola de Belas-Artes de Lisboa, que conclui em 1958 e onde conhece René Bertholo, Gonçalo Duarte, Costa Pinheiro e Lourdes Castro. Liga-se ao Grupo do Café Gelo, no Rossio, em Lisboa, quando partilhava um atelier por cima deste café com João Vieira, René Bertholo e Gonçalo Duarte.
Em 1958, ano de conclusão do curso, realiza três murais de grandes dimensões no edifício da Câmara de Comércio de Bissau, sede da Associação Comercial, Industrial e Agrícola da Guiné, projetado pelo arquiteto Jorge Ferreira Chaves e considerado a mais qualificada realização arquitetónica em Bissau do período colonial.

Sem título (Relevo espacial), 1974

Os trabalhos iniciais de José Escada manifestam já algumas das questões centrais da sua obra; são sobretudo desenhos a tinta-da-china, definidos por linhas de contorno agitadas mas seguras, "em que diversos elementos se sebrepõem e articulam, gerando formas orgânicas"; no início da década de 1960 abandona a figuração, diluindo as formas e enfatizando os contrastes cromáticos e as diversas intensidades lumínicas , numa deslocação que o aproxima do abstracionismo lírico.
Em 1959 parte para Paris com uma bolsa da Fundação Calouste Gulbenkian, cidade onde permanece até 1969. Juntamente com Lourdes Castro, René Bertholo, João Vieira, Costa Pinheiro, Gonçalo Duarte, Christo e Jan Voss, funda o grupo KWY. Ao longo destes anos irá desenvolver o seu vocabulário formal, marcado pela definição de pequenas figuras abstratas e tendencialmente simétricas que se espalham pela superfície da tela, e pelo desejo de articular a sua produção artística com questões de ordem espiritual e metafísica, que "já se tinham manifestado nos meados dos anos 50, quando aderiu ao Movimento de Renovação da Arte Religiosa".
Tal como muitos dos seus companheiros de geração, a obra de Escada localiza-se num espaço de fronteira entre figuração e abstração, estabelecendo diálogos onde a alusão, direta ou indireta ao mundo real, parece estar sempre presente. Para além das pinturas em suportes tradicionais, "o artista materializa as suas pesquisas sobre as formas e sobre a luz, ao criar pinturas-objeto, em papéis coloridos, recortados e dobrados de modo simétrico" onde podem ler-se associações à configuração dos ossos ou da coluna vertebral do corpo humano. Sem título (Relevo espacial), 1974 (coleção do CAMJAP, FCG), é a síntese da sua pesquisa "em torno das relações forma/corpo, luz/sombra. Um enorme conjunto de chapas metálicas recortadas [...] e dispostas em quadrículas irregulares entra pelo espaço e deixa-se invadir pela atmosfera e luz envolventes".
A década de 1970 e em especial, a partir de 1971-73 ficarão ligados à intensificação de uma pesquisa em torno da representação de "cordas" ou "amarras" e do corpo – "José Escada parece desenvolver então uma pintura confessional, de alguém que se reconhece envolvido em amarras que cingem o seu corpo político, ofendido pelo preconceito à liberdade sexual" –, um corpo político que faz corpo com a história de um País que, em 1974, se liberta de um regime ditatorial. Deste período, destaque para a obra São Jerónimo de 1978, onde um São Jerónimo, meio homem meio corda, surge como reflexão de um corpo, mas também de uma cidade (Lisboa), marcada pelas cordas enquanto estética do estilo manuelino e marca do país.
No fim da década de 1970, "a obra de José Escada tenderá a centrar-se em trabalhos mais figurativos e autobiográficos, verdadeiros testemunhos de uma condição simultaneamente trágica e poética do homem e da sua obra". Segundo José Luís Porfírio, em Da minha janela, a sua "esplendorosa obra final", o pintor, precocemente envelhecido, "parece querer reter o que lhe está mais próximo: o quarto onde trabalha, a janela sobre o Tejo, os seus cães, o Alto de Santo Amaro com a capela (Capela de São Jeónimo), as velhas oliveiras que são outros tantos nós e laços [...], num agarrar ao concreto que a doença e a morte lhe deram".

## Galeria

Sem título, 1974
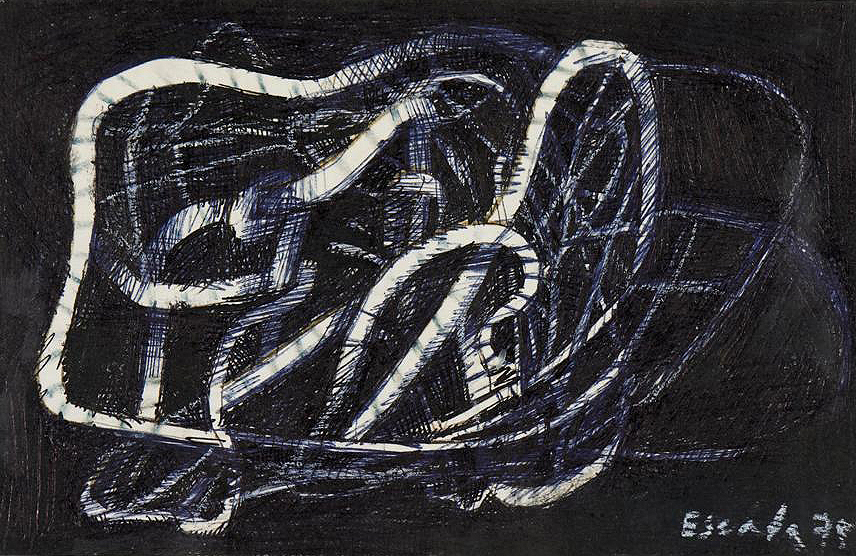
S Jerónimo, 1978